# Politie in de Klassieke Oudheid
Hoewel er nog geen echte politie in de Klassieke Oudheid bestond, waren er wel al verscheidene instellingen die instonden voor de orde en veiligheid in het oude Griekenland en Rome.

## In de Griekse wereld
De zorg voor orde en veiligheid was voor de Atheners aanleiding om enkele ter zake bevoegde korpsen in het leven te roepen. Tussen het einde van de 5e en het begin van de 4e eeuw v.Chr. onderhield de polis Athene een korps van zogenaamde "Scythische boogschutters" (οἱ Σκύθαι), die instonden voor de ordehandhaving tijdens de zittingen van de Ekklèsia of de Heliaia. Het betrof hier staatsslaven, gerekruteerd uit de fysiek sterkste slaven, die in de regel van Scythische afkomst waren of althans door Scythen op de slavenmarkt werden verkocht. Deze "agenten" werden in de komedies (o.a. van Aristophanes) regelmatig gekarikaturiseerd als "niet al te snuggere" krachtpatsers.
Voor politietoezicht op staatseigendommen, havencomplexen, straten en markten bestonden er (ook in verscheidene andere poleis) eveneens specifieke colleges. Sinds de democratische hervorming van Kleisthenes bestonden ze te Athene telkens uit tien leden, voor één jaar verkozen, één uit elke phyle. We onderscheiden:
- de astynomoi (ἀστυνόμοι): toezicht op straten en pleinen in de stad. Deze overheidspersonen stonden in voor politie, straatreiniging, handhaving van de bouwverordeningen, enz. Te Athene waren er tien, vijf voor de stad en vijf voor de Piraeus. Ze komen sinds de 4e eeuw v.Chr. voor.
- de epimeletai tōn neōriōn (ἐπιμελεταὶ τῶν νεωρίων) of kortweg de neōroi (νέωροι), met vijfhonderd helpers: toezicht over de staatsscheepswerven
- de agoranomoi (ἀγορανόμοι): tien beambten te Athene, van welke vijf in de stad en vijf in de Piraeus met de marktpolitie belast waren; zij hielden het toezicht op de te koop geboden goederen en op maten en gewichten, ontvingen de marktgelden, enz. Voor kleinere overtredingen konden zij boeten opleggen.
- de metronomoi (μετρονόμοι): 10 door het lot aangewezen beambten, die toezicht hadden op maten en gewichten.
- de sitophylakes (σιτοϕύλακες): in de 4e eeuw waren zij met vijfendertig ambtenaren belast met het toezicht op de uitvoering van de korenwetten. Er waren 5, later 25, voor de stad, en 5, later 15, voor de Piraeus.
- de epimeletai emporiou (ἐπιμελεταὶ ἐμπορίου): toezicht op handelsplaatsen en -verrichtingen
- de epimeletai tōn kakourgōn (ἐπιμελεταὶ τῶν κακουργῶν) of kortweg de endeka (ἕνδεκα) - zij waren van allen zeker de belangrijkste: zij waren een college van 10 magistraten met een schrijver, die zorg droegen voor arrestaties, het toezicht op en de bewaking van gevangenen, het voltrekken van doodvonnissen en andere strafuitvoeringen, enz. Zij die op heterdaad betrapt waren bij een misdaad, waarop dood- of gevangenisstraf stond, werden voor de elfmannen gebracht, die in geval van bekentenis konden vonnissen, en anders de zaak voor een rechtbank brachten, waarbij zij de instructie leidden.

Eigenlijke ‘politie’ met nachtelijke opdrachten, burgerwachten, kwamen er pas in de Romeinse periode, en dan nog vooral in de hellenistische grootsteden. Sommige steden onderhielden politiebeambten (nyktostratégoi / νυκτοστρατηγοί) aan het hoofd van een politiekorps (nyktophylakes / νυκτοϕύλακες; letterlijk: "nachtwachten") voor nachtelijke patrouillediensten.
In de Keizertijd beschikten de stadhouders van de provincies in hellenistische gebieden over belangrijke ordestrijdkrachten (eirenarchai / εἰρηναρχαί; letterlijk: "vredeheersers") voor het opsporen van misdadigers. Naast politiekorpsen van daartoe opgeroepen burgers in kleinere lokaliteiten waren er natuurlijk overal kleinere eenheden van het Romeinse leger gestationeerd, die desgevallend ook politiediensten verrichtten.

## In het Romeinse Rijk
Tijdens de Republiek werd er in de stad Rome maar een ondergeschikt belang gehecht aan politiediensten met de bedoeling de rust en de veiligheid van de burgers te garanderen. Dit verklaart de vele relletjes en ongeregeldheden van allerlei benden en personen, waarvan de literatuur ons heel wat staaltjes heeft nagelaten (onder meer Clodius, Milo, Catilina, ...). Hogere magistraten cum imperio beschikten over hun lictores en viatores om de orde rond hun persoon te handhaven.
Eigenlijke politiebevoegdheid hadden ook de tresviri capitales of nocturni.
Augustus richtte te Rome drie cohortes urbanae op, die later in aantal nog zouden toenemen. Zij hadden daadwerkelijk politietaken te vervullen, terwijl de vigiles eerder voor de brandweer instonden. Deze cohortes stonden onder het rechtstreekse bevel van de praefectus urbi die eveneens over onruststokers in de stad moest waken. Op juridisch gebied werkte hij samen met de quaestiones perpetuae.
In andere grote steden, in de regel centraal gelegen in belangrijke gebieden, waren óók cohortes urbanae werkzaam, o.a. in Carthago en Lugdunum. In de provincies waren orde en tucht een zorg voor de provinciale stadhouder, die desgevallend een beroep kon doen op het plaatselijke Romeinse garnizoen.